# Мшанка (Павелецкое городское поселение)
Мшанка — поселок станции в Скопинском районе Рязанской области. Входит в Павелецкое городское поселение.

## География
Находится в западной части Рязанской области на расстоянии приблизительно 25 км на запад по прямой от железнодорожного вокзала в городе Скопин.

## История
Поселок при станции здесь (тогда территория Скопинского уезда Рязанской губернии) был учтен уже в 1897 году.

## Население
Численность населения: 36 человек (1897 год), 30 в 2002 году (русские 100 %), 22 в 2010.